# Тодор Мијаиловић
Тодор J. Мијаиловић (Јагодина, 20. октобар 1856 — Београд, 1937) био је трговац, оснивач и председник Београдске трговачке омладине, добротвор и други председник Српског привредног друштва Привреник.

## Биографија
Основну школу и нижу гимназију је завршио у Београду, а приватну трговачку школу у Панчеву. Радио је у радњи Терзибашића и Ђорђевића, а 1884. године ортачку трговачку радњу с Пером Радовановићем, који је умро 1918. године. Од тада је самостално водио радњу још десет годна. После 44 године рада се повукао.
Као један од оснивача Београдске трговачке омладине (БТО), и од 1884. године један од почасних чланова, био је њен председник од 1886 до 1890. године. На тој дужности знатно је проширио књижницу и читаоницу, отворио школу и припремио покретање листа. Захваљујући Павлу Аршинову, Тодор се први пут састао с Владимиром Матијевићем 1905. године у Београду како би се отворила могућност да се деца из Србије шаљу преко Српског привредног друштва Привреник на изучавање заната. Везано с тим Тодор је иницирао основањ Привредног одељења БТО ради сарадње с Привредником.
Када су 1909. годне аустроугарске власти забраниле Привреднику деловање изван државне територије Тодор се ангажовао да се одабрани питомци пребацују из Србије у Аустроугарску. Захваљујући ангажману око слања питомаца из Србије на изучавање заната Тодор је после Првог светског рата изабран 19. новембра 1919. године за председника Привредника који је водио до своје смрти. Избором Тодора за председника и одлука БТО од 19. априла 1922. године о спајању свог Привредног одељења с Привредником ради заједничког рада допринело је да пословдство Привредника дође у Београд.
Тодор је био активан у многим установама националног, привредног и културног карактера, и у јавним пословима: 1887. године у комисији за преглед државних финансија, два пута члан Привредниг савета (1891 — 1893, 1905), члан Финансијског савета (1905) и Тарифног одвора (1906). Изабран је за народног посланика 1901. године, али се одрекао мандата. Радио је као председник комисије за устројство Трговачке школе БТО и био је један од покретача Трговачког фонда и његове Хипотекарне банке, а председник Надзорног одбора од 1903. до 1927. године. Активан је био и у Српском трговачком удружењу, Народној банци, Српском бродарском друштву, Управи фондова, Друштву Св. Саве, Црвеном крсту. Поред Привредника водио је и задужбину Николе Спасића која је делом финансирала Привредник. Као члан ове задужбине, радио је на оснивању болница у Београду, Куманову, Крупњу, на изградњи Дома за изнемогле српске грађане у Књажевцу, амбуланти, домаћинских школа и сл.